# Сорока аравійська
Сорока аравійська (Pica asirensis) — вид горобцеподібних птахів родини воронових (Corvidae). Ендемік Саудівської Аравії.

## Поширення
Вузькоареальний ендемік. Поширений лише на високогір'ї у провінції Асір на південному заході Саудівської Аравії. Мешкає в змішаних ялівцево-акацієвих лісах у межах 37-кілометрової смуги високогір'я на висоті понад 2150 м над рівнем моря. За оцінками, чисельність виду не перевищує 100 гніздових пар.

## Опис
Тіло завдовжки 45–60 см, а вага — 240 г. Голова, шия, спина, передня частина грудей і лапи чорного кольору. Плечі і черево молочно-білі. Хвіст чорний з бронзово-зеленим металевим блиском. Порівняно з сорокою звичайною, аравійська має довший дзьоб, темніше оперення та темнішу райдужку очей.